# Bulbul crinon
Criniger barbatus
Espèce
Statut de conservation UICN

 LC  : Préoccupation mineure
Le Bulbul crinon (Criniger barbatus) est une espèce d'oiseaux de la famille des Pycnonotidae.

## Répartition
Cet oiseau est répandu à travers la forêt guinéenne de l'Ouest africain.

## Habitat
Son habitat naturel est la forêt tropicale ou subtropicale sèche ou humide des basses terres.